# Eupatorium doichangense
Eupatorium doichangense là một loài thực vật có hoa trong họ Cúc. Loài này được H.Koyama mô tả khoa học đầu tiên năm 2002.